# HD137389
HD137389 — хімічно пекулярна зоря спектрального класу B9, що має видиму зоряну величину в смузі V приблизно  6,0.
Вона  розташована на відстані близько 461,3 світлових років від Сонця.

## Пекулярний хімічний склад
Зоряна атмосфера HD137389 має підвищений вміст 
Si
.

## Магнітне поле
Спектр даної зорі вказує на наявність магнітного поля у її зоряній атмосфері.
Напруженість повздовжної компоненти поля оціненої з аналізу
наявних ліній металів
становить 1137,1±3207,7 Гаус.